# 汽车总动员 (游戏)
《赛车总动员》是一款根据2006年同名电影《汽車總動員》所制作的开放世界竞速类游戏。本游戏由THQ在Game Boy Advance、Microsoft Windows、任天堂DS、GameCube、PlayStation 2、PlayStation 3、PlayStation Portable、Xbox、Xbox 360和Wii发行。
游戏设定在一个虚拟城市Radiator Springs。玩家需要完成50场比赛，来帮助Lightning McQueen赢得Piston杯。
《赛车总动员》收到正面评价。GameSpot给予Xbox 360、PlayStation 3和Wii版本7/10的分数。给予GameCube和Xbox版本7.6/10的分数，给予PSP版本7.4/10的分数。